# Liste der Grafen von Eu
Die Grafschaft Eu in der nördlichsten Ecke der Normandie mit dem Hauptort Eu wurde Ende des 10. Jahrhunderts für einen unehelichen Sohn des ersten Herzogs der Normandie, Richard I., eingerichtet.

## Grafen von Eu

### Rolloniden
- Geoffrey (Gottfried) de Brionne, † wohl 1015, Sohn Herzog Richards I.
- Gilbert de Brionne Sohn Geoffroys, † um 1040, Graf von Eu
- Wilhelm I. Bruder Geoffreys, nach 998 Graf von Eu, † um 1057
- Robert Sohn Wilhelms I., † 1089/93, Graf von Eu
- Wilhelm II. Sohn, 1093 als Graf von Eu bezeichnet
- Heinrich I. Sohn, Graf von Eu, † 1140
- Johann I. Sohn, Graf von Eu, † 1170
- Heinrich II. Sohn, Graf von Eu, † 1190
- Alice Tochter, Gräfin von Eu, † 1246

### Haus Lusignan
- 1194–1219 Rudolf I. (Raoul d’Issoudun) (Sohn des Hugo von Lusignan), verheiratet mit Alice
- 1219–1246 Rudolf II. Sohn
- 1246–1260 Maria Tochter

### Haus Brienne

Provinzen Frankreichs (1477). Die Grafschaft Eu orange im Norden, an der Küste.

- 1249–1270 Alphonse de Brienne (Sohn des Jean de Brienne), verheiratet mit Maria
- 1270–1294 Johann II. Sohn
- 1294–1302 Johann III. Sohn (Graf von Guînes)
- 1302–1344 Rudolf III. Sohn (als Rudolf II. Graf von Guînes, Connétable von Frankreich)
- 1344–1350 Rudolf IV. Sohn (als Rudolf III. Graf von Guînes, Connétable von Frankreich)

Die Grafschaft Eu wird konfisziert und 1351 an die kapetingische Nebenlinie Artois gegeben.

### Haus Frankreich-Artois(Kapetinger)
- 1351–1387 Jean Sohn von Graf Robert III. von Artois
- 1387–1387 Robert II. Sohn
- 1387–1397 Philippe Bruder (Connétable von Frankreich)
- 1397–1472 Charles I. Sohn

### Haus Bourchier
Während die Grafschaft zeitweise von den Engländern besetzt und Charles d’Artois, comte d’Eu, in englischer Gefangenschaft war, verlieh König Heinrich V. von England 1419 parallel zum französischen Titel den Titel eines Count of Eu. Der Titel erlosch, als der 3. Count 1540 kinderlos starb.
- 1419–1420 William Bourchier, 1. Count of Eu
- 1420–1483 Henry Bourchier, 1. Earl of Essex, 2. Count of Eu, Sohn
- 1483–1540 Henry Bourchier, 2. Earl of Essex, 3. Count of Eu, Enkel

### Haus Burgund

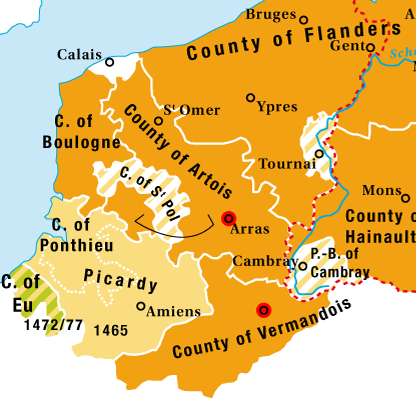
Burgundisches Eu 1472–1477

- 1472–1477: Jean (* 1415; † 1491), Neffe Karls, Graf von Nevers, Rethel und Étampes, 1472 Graf von Eu,
- Elisabeth von Burgund († 1483), Erbin von Nevers und Eu, Tochter Johanns; ⚭ 1455 Johann I., Herzog von Kleve († 1481)

### Haus Kleve-Mark(Haus Kleve-Nevers)

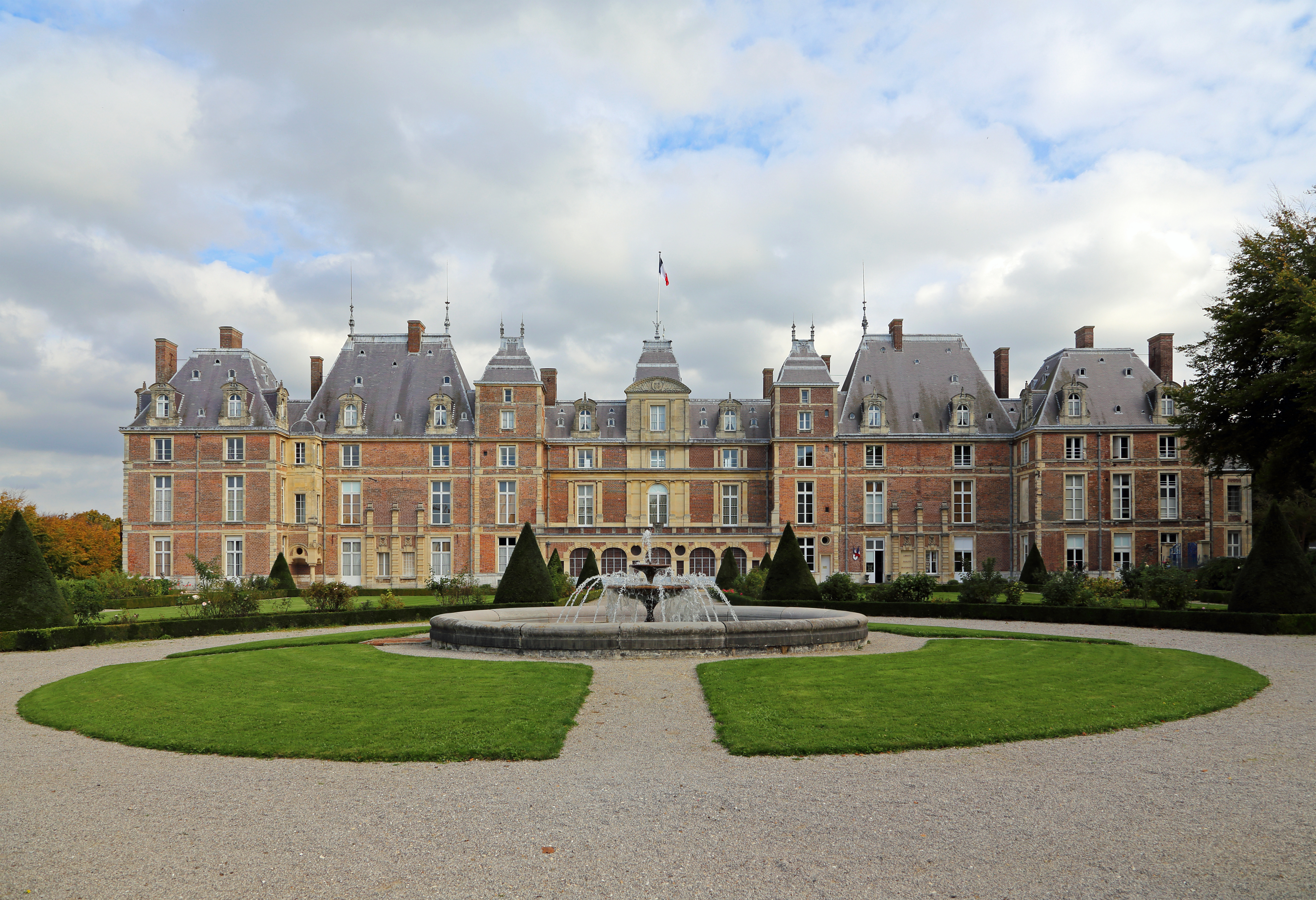
Schloss Eu, errichtet ab 1578 durch Katharina von Kleve, Herzogin von Guise, an der Stelle der alten Burg.

- Engelbert von Kleve (* 1462; † 1506), Sohn Johanns und Elisabeths, 1486 in Frankreich naturalisiert, 1490 Titulargraf von Auxerre, 1491 4. Graf von Eu, Rethel und Étampes, Pair von Frankreich, 1504 1. Graf von Nevers; ⚭ 1490 Charlotte de Bourbon (* 1474, † 1520), Tochter Johanns II. Graf von Vendôme
- Charles († 1521) 2. Graf von Nevers, 5. Graf von Eu, Pair von Frankreich, Sohn Engelberts; ⚭ Marie d’Albret (* 1491, † 1549) 1506 Gräfin von Rethel, 1521 3. Gräfin von Nevers, Tochter Jeans d’Albret, Sire d’Orval, 1494 Graf von Rethel, und Charlottes von Burgund
- François I. (* 1516; † 1562) 1521 6. Graf von Eu etc., 1538 1. Herzog von Nevers, Pair von Frankreich, Sohn Charles’ und Maries d’Albret
- François II. (* 1540; † 1562) 1562 2. Herzog von Nevers, Pair von Frankreich, 7. Graf von Eu etc, Sohn François’ I.
- Jacques (* 1544; † 1564) 1563 3. Herzog von Nevers, Pair von Frankreich, 8. Graf von Eu, Graf von Rethel etc., Sohn François’ I.
- Henri († 1564), Graf von Eu, Sohn François’ I.
- Catherine (* 1548; † 1633) 1566 9. Gräfin von Eu, Tochter François’ I. ⚭ Henri I. de Lorraine, duc de Guise

### Haus Guise
- Charles de Lorraine, duc de Guise (1571–1640), Sohn Catherines
- Henri II. de Lorraine, duc de Guise (1614–1664), Sohn Charles’, verkauft Eu 1657 an Anne Marie Louise de Bourbon-Orléans

### Haus Bourbon
- 1657–1693: Anne Marie Louise d’Orléans (1627–1693), Herzogin von Montpensier, La Grande Mademoiselle. Tochter von Gaston, Herzog von Orléans
sie vermacht ihre Güter dem Herzog von Maine:
- 1693–1736: Louis Auguste I. de Bourbon (1670–1736), Herzog von Maine, unehelicher Sohn Ludwigs XIV. und der Madame de Montespan
- 1736–1755: Louis Auguste II. de Bourbon (1700–1755), Fürst von Dombes, dessen Sohn
- 1755–1775: Louis Charles de Bourbon (1701–1775), dessen Bruder
- 1775–1793: Louis Jean Marie de Bourbon (1725–1793), Herzog von Penthièvre, Sohn von Louis Alexandre de Bourbon, Graf von Toulouse, illegitimer Enkel Ludwigs XIV. und der Madame de Montespan
- 1793–1821: Louise Marie Adélaide de Bourbon (1753–1821) Herzogin von Orléans, dessen Tochter. Durch ihre Heirat mit Philippe Égalité (1747–1793), Herzog von Orléans, fiel die Grafschaft Eu in der nächsten Generation an das Haus Orléans
- 1821–1830: Louis-Philippe d’Orléans, später König der Franzosen.

Der Titel fällt an die Krone

### Julimonarchie
- Gaston d’Orléans (1842–1922), Sohn von Louis d’Orléans, Herzog von Nemours, Enkel von Louis Philippe.